# När jag tänker på i morgon
När jag tänker på i morgon, skriven av Ingela "Pling" Forsman och Lasse Holm, var den svenska dansbandspopgruppen Friends bidrag till den svenska Melodifestivalen 2000. Bidraget slutade på delad andraplats tillsammans med "Se mig" av Barbados.
Den utkom år 2000 även på singel, och placerade sig som högst på 14:e plats på den svenska singellistan. På Svensktoppen låg "När jag tänker på i morgon" i sex veckor, och låg där som bäst på tredje plats under perioden 15 april -20 maj 2000  innan den lämnade listan .

## Listplaceringar
| Lista (2000) | Topplacering |
| ------------ | ------------ |
| Sverige      | 14           |